# Diplusodon orbicularis
Diplusodon orbicularis är en fackelblomsväxtart som beskrevs av Emil Bernhard Koehne. Diplusodon orbicularis ingår i släktet Diplusodon och familjen fackelblomsväxter. Inga underarter finns listade i Catalogue of Life.